# Slobodan Ivanković-Baudo
Slobodan Ivankovič-Baudo, bosanski slikar, *26. september 1946, Banja Luka.
Diplomiral in magistriral je na Univerzi v Beogradu pri akademiku profesor Nedeljku Gvozdenoviću. Je predstavnik pariških koloristov, uveljavljene L'Ecole de Paris. 
Živi in ustvarja v Škofji Loki. 

## Življenjepis
V mladosti je kazal nadarjenost za likovno ustvarjanje in se s starši preselil v Beograd, kjer se je predčasno vpisal na Akademijo za likovno umetnost. 
V študijskih letih je pogosto potoval in se seznanil z deli velikih svetovnih mojstrov, Velasqueza, Cranacha in El Greca. Leta 1969 je diplomiral in 1971 magistriral. Isto leto je prvič odpotoval v Pariz, ki ga je močno prevzel. Večkrat se je vračal tja, dvakrat je bival v Parizu dalj časa. Med letoma 1976 in 1980  je živel in delal v Parizu (prvo pariško obdobje). Razstavljal je v pomembni galeriji L'oeil de Boeuf, katere lastnik je Cerez Franco, ki predstavlja vidne umetnike novejše generacije. Kritiko za razstavo je napisal takratni predsednik Združenja likovnih kritikov Francije Jean Jacques Leveq. Razstavljena slika je bila odkupljena s strani Muzeja Georges Pompidou v Parizu. Večkrat je  bil izbran na pomembno razstavo Majski Salon v Parizu. Njegovo delo je bilo na Majskem salonu uvrščeno v katalog razstave, kjer so med drugim bila velika imena svetovnega slikarstva (Picasso, Man Ray, Tapies, Alexander Calder, Yves Clain in drugi). Sodeloval je tudi na XI. Bienalu umetnosti v Mentonu, katere pokrovitelj je bila Kneževina Monako. V Parizu  je potem razstavljal tudi v galeriji Francois Petit, ki ima v stalni zbirki dela Salvadora Dalija, Reneja Margita, Maxa Ernsta in Yvesa Tanguya. 
Leta 1980 se je vrnil v Slovenijo in se ukvarjal z grafiko, tiskal je namreč grafične liste za domače slikarje (Debenjak, Slana, Bernik, Černigoj) in razstavljal po svetu. Sodeloval je z galerijama Ginje in Jean Tour iz Pariza. Leta 1986 je ponovno odpotoval v Pariz, kjer je dobil naročila in portretiral znane osebnosti francoskega kulturnega življenja, kot so bili rektor Univerze v Parizu, akademik Robert Malet, književnik Robert Sabatier, nobelovec Claud Mariac, Frederic Tristan in princ Južne Koreje Jong. Portretiral je tudi maroškega kralja Hasana II. 
Leta 1997 je bil uvrščen v izbor Umetniške fundacije Thelethon Sannois, kjer razstavljajo tudi Le Corbuisier, Maurice Utrillo, Dufy, Legr, Lanskoy in drugi. Vse tri njegove slike so bile takoj prodane na dražbi. Leto kasneje je bila njegova tempera uvrščena v izbor na razstavi 200 let tihožitja v Franciji (XIX. in XX. stoletje), ki jo pripravi galerija Granoff v Parizu. Leta 2000 je imel v Parizu samostojno pregledno razstavo v Lyonu, galerija Place Bellecour. V Parizu je ostal do leta 2001, kar lahko štejemo za njegovo drugo pariško obdobje. Potem se je preselil v Škofjo Loko, kjer  živi in dela danes.  Sodeluje z galerijami v Sloveniji, Benetkah in Parizu.

## Nagrade
- 1969 		Odkupna nagrada, Akademija likovnih umetnosti, Beograd

(Slika KARNEVAL, odkup Oktobarski salon)
- 1970 		Nagrada Beta Vukanović, Akademija likovnih umetnosti, Beograd

- 1970 		Odkupna nagrada, Mesto Beograd

(slika ČLOVEK Z MASKO)
- 1977 		Odkupna nagrada , Galerija Francois Petit, Pariz

(Triptih ČLOVEK Z DEŽNIKOM)
- 1978 		Odkupna nagrada, Galerija Ceres Franko, Pariz

(slika ČLOVEK S KLETKO, Muzej moderne umetnosti Georges Pompidou, Pariz)

## Javna dela
- 1970	        Mozaik  FIGURE V PEJSAŽU (7x3,5 m), Srebrenik, BiH

- 1986-1988	Portretiranje vidnih oseb francoskega kulturnega življenja (nobelovec C.

Moriac, rektor univerze R. Malet, književnik  R. Sabatirer, F. Tristan)
- 1988		Portret maroškega kralja Hasana II.

- 1989	        Portret princa Jonga iz J. Koreje

## Vidne razstave
- 1973 		Majski salon, Muzej mesta Pariz

Razstavlja skupaj z P.Picasso,A.Calder,Y.Clain
(slika ČLOVEK S PETELINOM)
- 1975		Muzej mesta Pariz

- 1978		Stalna postavitev v Galeriji Francois Petit, Pariz

- 1997 		Uvrstitev v izbor umetniške fundacije Telethon Sannoi

(slike HRBET ŽENSKI AKT, VIOLONČELIST,  PRIPRAVA NA KONJSKO DIRKO)
- 2000 		Uvrstitev v izbor razstave 200 let TIHOŽITJA V FRANCIJI, XIX. in XX.

stoletje (tempera PARIŠKE LAMPE), Galerija Granoff, Pariz

## Povezave
Uradna spletna stran - http://www.ivankovic-baudo.com Arhivirano 2014-12-17 na Wayback Machine.